# Berger des Pyrénées donnant du sel à ses moutons
Berger des Pyrénées donnant du sel à ses moutons é uma pintura de Rosa Bonheur, produzida em 1864 e guardada no museu Condé em Chantilly . A pintura foi encomendada por Henri d'Orléans à artista.

## História da pintura
Rosa Bonheur obteve grande sucesso no Salão de 1853 com sua pintura Le marché aux chevaux e depois na Exposição Universal de 1855 com La fenaison en Auvergne . Henri d'Orléans, duque de Aumale, então exilado na Inglaterra, continuou acompanhando as novidades artísticas na França e encomendou à artista uma pintura para sua esposa, Marie-Caroline de Bourbon-Siciles . Para isso, recorreu à intermediação da Condessa de Ségur, cuja correspondência se conserva. O Duque recebeu a obra em 5 de junho de 1864, em dimensões maiores do que o esperado. O duque e a duquesa gostaram tanto da pintura que decidiram pagar o dobro do preço acordado, ou seja, a quantia de 10 mil francos em vez de 5 mil francos.
A pintura regressou à França em 1871 com o fim do exílio do duque e foi instalada na galeria de pintura do seu Castelo de Chantilly, onde ainda permanece. O duque e a artista tiveram a oportunidade de se encontrar posteriormente durante um jantar organizado no castelo em 22 de abril de 1894.

## Tema
Rosa Bonheur foi várias vezes aos Pirenéus, nomeadamente em 1850. Ela realizou diversos desenhos durante suas excursões. As ovelhas representadas são características da raça basca-bearnesa.

## Trabalhos relacionados
Uma pintura datada de 1887 e intitulada Berger des Pyrénées avec son troupeau,, vendida na Christie's em junho de 1908, aborda um tema muito próximo à de Chantilly.  

## A pintura na cultura
A pintura está representada na série The Queen's Gambit : no início do episódio 2, quando Beth Harmon chega à casa de seus pais adotivos, Alma Wheatley a presenteia com reproduções de pinturas da pintora Rosa Bonheur.